# Robert Goulding
Pour les articles homonymes, voir Goulding.

a Compétitions nationales et continentales officielles uniquement.

b Matchs officiels uniquement.
Robert « Bobby » Goulding, né le 4 février 1972 à Widnes, est un ancien joueur reconverti entraîneur de rugby à XIII anglais, il évoluait au poste de demi de mêlée dans les années 1980, 1990 et 2000. Il a été international britannique et anglais. Ayant évolué toute sa carrière en Angleterre, il a marqué l'histoire des clubs tels que St Helens RLFC, Wigan Warriors ou encore Leeds Rhinos. Il entame ensuite une reconversion au poste d'entraîneur, après une expérience aux Rochdale Hornets, il prend en main la sélection française à partir de 2009 succédant à John Monie.